# Метју Греј Гублер
Метју Греј Гублер (енгл. Matthew Gray Gubler; Лас Вегас, 9. март 1980) је aмерички глумац, режисер, сликар и аутор. Најпознатији по улози криминалног профајлера Др. Спенсера Рида у телевизијској емисији ЦБС Злочиначки умови од које је режирао и једанаест епизода. Гублер се појавио у Морски свет са Стивом Зусом, (500) Дана лета, Живот после Бет, Субурба Готик, као и Симонов глас у Алвин и веверицe и његова два наставка.

## Младост и образовање
Гублер је рођен 9. марта 1980. године у Лас Вегасу, Невада, син Марлин, политичког консултанта, и Џона Гублера, адвоката. Гублер је матурирао на Лас Вегас Академији за међународнрe студије, ликовних и сценских уметности, где је студирао глуму јер школа није нудила његов првобитни избор,режију. Дипломирао је на Њујоршком Универзитету уметности,где је дипломирао филмску режију.

## Каријера

### Манекенство
Док је био на Универзитету Гублер се поронашао у манекенству и радио је за ДНК Модел менаџмент.

### Глума
Након што је почео да се бави манекенством, Гублер је потписао уговор са Весом Андерсenом, који га је охрабрио да конкурише за улогу у филму Морски свет са Стивом Зусом. Конкурисао је и добио улогу Ника, што је довело до тога да 2005. године добије улогу Др.Спенсера Рида у емисији Злочиначки умови. Гублер је имао малу улогу у филму РВ(2006). Позајмљивао је глас Симуону у филму Алвин и веверице(2007), Алвин и веверице 2(2011), Алвин и веверице 3 (2015) заједно са Џејсоном Лием, Џастином Лонгом и Џесијем Макартнијем. Појавио се као Барт у филму Како бити серијски убица(2008) и као Пол у (500) дана лета. У 2014. год. Гублер је глумио у зомби комедији Живот после Бет и филму Сабурбан Готиц, за које је добио Скримфест Аворд за најбољег глумца.

### Режија
Режирао је и глумио у серији по имену Метју Греј Гублер: Неовлашћени документарац, у коме пародира Холивудско понашање. Праћен је и Метју Греј Гублер: Ауторизовани документарац, иако је тренутно доступна само једна епизода.
Гублер јe режирао једанаест епизода Злочиначких умова: „ Мосли лејн ”(5x16), „ Лорен ” (6x18), „ Племићка кућа ”(7x19), „ Лекција ”(8x10), „ Алхемија ”(8x20), „Чувар капије”(9x07), „ Господин Гребач ” (10x21), „ Лепа катастрофа ”(11x18), Елиотово језеро ” (12x06) и „Капиланови”(13x17).

### Сликарство
Његова уметничка дела постваља на лични сајт од 2005. године. У септембру 2005. године у Чешкој одржана је изложба на којој је приказано 12 Гублерових дела и сва су продата. У октобру 2011. године Гублерово оригинално дело под називом „ Мачфејс ” продато је на аукцији за 10,100 долара.

## Приватни живот
Гублер своје време проводи у Лас Вегасу, Лос Анђелесу и Њујорку. У 2009. години Гублер је дислоцирао колено што је захтевало 3 операције и употербу штапа скоро годину дана.